# Cristina García-Orcoyen Tormo
Cristina García-Orcoyen Tormo (ur. 2 stycznia 1948 w Madrycie) – hiszpańska menedżer, ekolog, ekonomistka, w latach 1999–2004 eurodeputowana.

## Życiorys
Studiowała ekonomię i nauki polityczne na Uniwersytecie Complutense w Madrycie. Kształciła się następnie w IESE Business School w Madrycie oraz w EOI Business School w zakresie zarządzania i handlu zagranicznego.
Pracowała w hiszpańskim komitecie zajmującym się wdrożeniem programu ochrony środowiska koordynowanego przez ONZ. W latach 1983–1996 była sekretarzem generalnym hiszpańskiego oddziału World Wildlife Fund (WWF). W 1996 objęła stanowisko dyrektora zarządzającego Fundacji Entorno-BCSD, działającej na rzecz zrównoważonego rozwoju, zrzeszonej w WBCSD (światowej radzie biznesu na rzecz zrównoważonego rozwoju).
W wyborach w 1999 z listy Partii Ludowej uzyskała mandat posłanki do Parlamentu Europejskiego V kadencji. Należała do grupy chadeckiej, pracowała w Komisji Ochrony Środowiska, Zdrowia i Ochrony Konsumentów. W PE zasiadała do 2004. Obejmowała też szereg funkcji doradczych w zakresie ochrony środowiska w organizacjach społecznych i przedsiębiorstwach przemysłowych (m.in. w 2007 zaproszona do komitetu doradczego ds. zrównoważonego rozwoju przy koncernie Procter & Gamble).